# コレラの時代の愛
『コレラの時代の愛』（コレラのじだいのあい、西: El amor en los tiempos del cólera）は、ガブリエル・ガルシア＝マルケスの小説、またそれを原作としたアメリカ映画（英題：Love in the Time of Cholera）。19世紀末から20世紀初頭にわたる内戦につぐ内戦の時代とコレラの蔓延する時代を描いた。

## あらすじ
『西部戦線異状なし』が上映された年のペンテコステの日、(1931年頃)81歳の夫フベナル・ウルビーノ博士は自殺した友人ジェレミーアの葬儀を前に、オウムを捕まえようとしたはしごを登って足を踏み外して亡くなる。傷心で葬儀に臨む老いた妻フェルミーナのもとに76歳のフロレンティーノ・アリーサが現われ「わたしはこの時がくるのを待っていた。もう一度永遠の貞節と変わることのない愛を誓いたいと思っている」と告げる。
時代を遡ること50年強、1875年頃(本文では明示されていない。映画では1897年)、コロンビア・カルタヘナ。17歳の貧しい電信局員のフロレンティーノはある日、配達先の裕福な商人の13歳の娘フェルミーナに一目惚れして、2人はたちまち恋に落ちる。母親が「うちの息子の病気はたった一つ、コレラなのよ」と恐慌をきたすほどの恋に浮かれる。1リットルのオーデコロンを飲み続けた末に香水の匂いのする吐瀉物にまみれたり、フェルミーナからの手紙を薔薇の花を食べながら読み返す。しかし、元ラバ商人で闇の商売で儲けている彼女の父は、娘を名家に嫁がせると決めており、全て忘れさせるために娘を1年半にもわたる旅に連れ出すが、二人は密かに手紙と電信でやり取りを続ける。家に戻ると、18歳になったフェルミーノは再会したフロレンティーナに底知れない失望を感じ、「わたしたちのことは所詮幻想でしかないと気がつきました」と書き、手紙を全て返却し、フロレンティーノからも全て取り返す。
やがてフェルミーナは、コレラの撲滅に尽力するヨーロッパ帰りの医師ウルビーノ博士に見初められ、結婚する。それを知ったフロレンティーノは、何年でも彼女を待ち続けると心に誓う。後年、叔父から引き継いだ河川運輸会社のトップになることもあり、600人を超える女性と恋愛を楽しむのであった。
フロレンティーノは寡婦となったフェルミーナに手紙を送り続け、やがて毎週家を訪れるようになる。娘の制止にも耳を貸さないフェルミーナはフロレンティーノとマグダレーナ川を遡る13日間の船旅に旅立つ。
初恋の女性を51年9ヶ月と4日待ち続けた男の壮大な愛の顛末を描く。

## 日本語訳
- 『コレラの時代の愛』木村栄一訳、新潮社、 2006年

## 登場人物
フロレンティーノ・アリーサ（Florentino Ariza）
郵便局員。フェルミーナ・ダーサに一目惚れをし、51年9ヶ月と4日待ち続ける。
フェルミーナ・ダーサ（Fermina Daza）
裕福な商人の娘。フロレンティーノ・アリーサに横恋慕される。のちウルビーノ博士と結婚。
フベナル・ウルビーノ博士（Dr. Juvenal Urbino）
フランス留学から帰国後、コレラを駆逐したことで国民的英雄となる医師。フェルミーナ・ダーサと結婚。
ロレンゾ・ダーサ（Lorenzo Daza）
フェルミーナ・ダーサの父。フロレンティーノを軽蔑し、フェルミーナと会うことを力づくで止める。成功のために数々の違法ビジネスに関与したと物語内でほのめかされている。
ジェレミーア・サンタムール（Jeremiah de Saint-Amour）
作品の冒頭で自殺し、ウルビーノ博士に検死される。写真家。ウルビーノ博士とチェスの好敵手。
エスコラスティカ叔母さん（Aunt Escolástica）
フェルミーナとフロレンティーノために手紙の仲立ちをした女性。その行為がロレンゾの耳に入りダーサ家から追放される。
トランシト・アリーサ（Tránsito Ariza）
フロレンティーノの母。フェルミーナへの恋慕または失恋で神経衰弱気味の息子を支え続ける。
イルデブランダ・サンチェス（Hildebranda Sánchez）
フェルミーナの従姉妹。快活な性格。
ミス・バーバラ・リンチ （Miss Barbara Lynch）
ウルビーノが関係を持って告白する女性。フェルミーナとの長い結婚の間でただ一人の愛人。
リオーナ・カッシーニ（Leona Cassianii）
R. C. C.（のちフロレンティーノが支配する会社）のレオ12世おじさんの「個人秘書」として登場。
フロレンティーノと利害や深い敬意、おそらくは愛を共有するが、互いのために、実際に一緒にならないことは示唆されている。
彼女を路上から救い出し、仕事を与えたフロレンティーノに対して母性的な愛を持つ。
ディエゴ・サマリターノ（Diego Samaritano）
物語の最後にフェルミーナとフロレンティーノが乗った川船の船長。
アメリカ・ヴィクーニャ（América Vicuña）
物語の終わりにフロレンティーノと同居する14歳の少女。学校にいる間はフロレンティーノが保護者なのだが、性的関係を持ってしまう。試験に失敗し衝撃の行動に移す。

## 映画
アメリカでは2007年11月16日に、日本では2008年8月9日に公開。上映時間137分。

### キャスト
| 役名                               | 俳優                           | 日本語吹替 |
| ---------------------------------- | ------------------------------ | ---------- |
| フロレンティーノ・アリーサ         | ハビエル・バルデム             | 宮本充     |
| フェルミーナ・ダーサ               | ジョヴァンナ・メッツォジョルノ | 松谷彼哉   |
| フベナル・ウルビーノ医師           | ベンジャミン・ブラット         | 永井誠     |
| イルデブランダ                     | カタリーナ・サンディノ・モレノ | 市川奈央子 |
| ドン・レオ                         | ヘクター・エリゾンド           | 武藤与志則 |
| ロタリオ・トゥグット               | リーヴ・シュレイバー           | 金子由之   |
| オリンピア・スレータ               | アナ・クラウディア・タランコン |            |
| トランシト・アリーサ               | フェルナンダ・モンテネグロ     | 久保田民絵 |
| アメリカ・ヴィクーニャ             | マルセラ・マール               |            |
| フロレンティーノ・アリーサ（10代） | ウナクス・ウガルデ             |            |
| サラ・ノリエガ                     | ローラ・ハリング               |            |
| ロレンソ・ダーサ                   | ジョン・レグイザモ             | 遠藤純一   |

### スタッフ
- 監督：マイク・ニューウェル
- 製作：スコット・スタインドーフ
- 製作総指揮： ダニー・グリーンスパン、ロビン・グリーンスパン、アンドリュー・モラスキー、クリス・ロー、マイケル・ノジック、ディラン・ラッセル、スコット・ラステティ
- 脚本：ロナルド・ハーウッド
- 撮影：アフォンソ・ビアト
- プロダクションデザイン：ウルフ・クローガー
- 衣装デザイン：マリット・アレン
- 編集：ミック・オーズリー
- 音楽：アントニオ・ピント